# Novo Vodolaha (huyện)
Huyện Novo Vodolaha (tiếng Ukraina: Нововодолазький район, chuyển tự: Novo Vodolahas'kyi raion) là một huyện của tỉnh Kharkiv thuộc Ukraina. Huyện Novo Vodolaha có diện tích 1183 kilômét vuông, dân số theo điều tra dân số ngày 5 tháng 12 năm 2001 là 40794 người với mật độ 34 người/km2. Trung tâm huyện nằm ở Nova Vodolaha.